# E-Governance Academy
e-Governance Academy (eGA) est une organisation de consultance à but non lucratif, fondée en 2002, une initiative conjointe avec le gouvernement de l'Estonie, Open Society Institute (OSI) et le programme des Nations Unies pour le développement (PNUD). 
eGA crée et transfère les connaissances et les meilleures pratiques de l'e-Estonie dans le domaine de la transformation numérique : la gouvernance digitale, la démocratie digitale et la cybersécurité nationale. eGA renforce les capacités du gouvernement central de différents pays et  à travers des consultations, des formations, des rencontres, des recherches et de l'assistance dans la mise en œuvre des solutions techniques de la gouvernance digitale en utilisant le modèle de la société digitale de l'Estonie.

## Experts
Au sein de l'Académie travaillent beaucoup d'initiateurs, experts et réalisateurs  de la gouvernance digitale en Estonie parmi eux il y a  Linnar Viik, Arvo Ott,Liia Hänni,Hannes Astok. 

## Activités
Le système de la gestion des projets d'e-Governance Academy, les visites d'étude et les services de consultances ont été certifiés indépendamment selon les normes ISO 9001-2015. eGA a assisté les gouvernements des Îles Féroé, Ukraine, Palestine,et Kirghizistan pour améliorer la sécurisation des échanges des données entre les institutions gouvernementales et la provision des services en ligne, conseiller le gouvernement des Îles Caïmans sur le développement d'échanges des données et l'identité digitale, créer des outils électroniques  pour l'enregistrement de la population en Arménie, la Police et le ministère de la Justice et conseiller l'établissement service portal en Arménie, numériser  et assurer la disponibilité des archives de la cour suprême de Moldavie  en ligne  et introduire des outils électroniques pour un meilleur service aux citoyens dans les Municipalités de l'Ouest de l'Ukraine, etc.
Notamment, eGA a livré les solutions de transformation numérique dans les sociétés transitionnelles spécialement en Europe centrale et orientale, Asie et Afrique. Des projets de coopération supplémentaires   ont été faits avec les pays de l'Union  Européenne  incluant Autriche, Belgique, Îles Féroé (Danemark), Allemagne, Grèce, Pays-Bas, Portugal et Espagne. eGA a développé une feuille de route de la gouvernance numérique de Guyana.
eGA a fait la collection de la révision des pays du partenariat  oriental  pour la provision d'une vue globale de la sécurité de cyberespace et aussi démocratie numérique dans les États d'Arménie, Azerbaïdjan, Bélarus, Géorgie, République de Moldavie et Ukraine et la budgétisation participative et d'autres outils  similaires  dans trois villes de Georgie.
eGA est un observateur consultatif de Secure Identity Alliance (SIA),  l'organe consultatif sur l'identité globale et les services électroniques sécurisé, membre de  Estonian Roundtable for Development Cooperation,  membre de  Estonian Network of Estonian Nonprofit Organizations et eGA a  aussi joint la coalition internationale de la journée d'identité.
L'Académie a analysé  et évalué  l'état actuel de la gouvernance digitale de pays d'Afrique et a formulé les recommandations pour la planification  au niveau national, régional et au niveau de l'Afrique (Panafricanisme) pour objectif  d'aboutissement à la gouvernance digitale.

## National cyber Security Index (NCIS)
Les experts d'eGA en cybersécurité  ont développé un outil de mesure National Cyber Security Index (NCIS) pour  évaluer la capacité du pays en cybersécurité et aujourd'hui plus de 100 pays sont évalués.
Dans une réunion de haut niveau qui a eu lieu en parallèle avec la 73e Assemblée générale des Nations unies, l'Estonie et PNUD ont lancé le projet de coopération pour assister à la transformation numérique dans les pays en voie de développement. L'objectif du projet est de partager l'expertise de l'Estonie en matière de la gouvernance digitale  avec presque 170 pays et territoires. PNUD et e-Gouvernance Academy sont responsables de la mise en application du projet.

## e-Governance Conference
Les experts , les hautes personnalités, les bailleurs de fonds, les organisations non gouvernementales, les experts  se rencontrent  dans une conférence annuelle « e-Gouvernance conference » organisée par eGA à Tallinn capitale d'Estonie pour discuter des obstacles, opportunités et futures  tendances  de la gouvernance digitale et la  transformation numérique. L'e-Governance conference a accueilli plus de 300 membres de délégations venant de 68 pays. 